# Municipio Taraco
Das Municipio Taraco liegt im Departamento La Paz im südamerikanischen Anden-Staat Bolivien.

## Lage im Nahraum
Das Municipio Taraco ist eines von sieben Municipios der Provinz Ingavi und liegt im nördlichen Teil der Provinz. Es grenzt im Norden und Westen an den Titicacasee, im Süden und Osten an das Municipio Tiahuanacu.
Das Municipio hat 18 Ortschaften (localidades), zentraler Ort des Municipio ist Taraco mit 238 Einwohnern im nördlichen Teil des Municipio. Die größte Ortschaft im Municipio ist Ñachoca mit 1168 Einwohnern. (Volkszählung 2012)

## Geographie
Das Municipio Taraco liegt auf einer mittleren Höhe von 3900 m auf dem bolivianischen Altiplano zwischen den Anden-Gebirgsketten der Cordillera Occidental im Westen und der Cordillera Central im Osten.
Die mittlere Durchschnittstemperatur im Bereich des Titicacasee liegt bei etwa 9 °C, der Jahresniederschlag beträgt 500 bis 600 mm (siehe Klimadiagramm Juliaca). Die Region weist ein ausgeprägtes Tageszeitenklima auf, die Monatsdurchschnittstemperaturen schwanken nur unwesentlich zwischen 7 °C im Juli und 12 °C im Dezember. die Monatsniederschläge liegen zwischen unter 10 mm in den Monaten Mai bis August und knapp über 100 mm von Januar bis Februar.

## Bevölkerung
Das Municipio hat eine Fläche von 108 km² und eine Bevölkerungsdichte von 69,5 Einwohnern/km². (2012)
Die Einwohnerzahl des Municipio Taraco ist zwischen 1992 und 2024 auf mehr als das Doppelte angestiegen:
| Jahr | Einwohner | Quelle       |
| ---- | --------- | ------------ |
| 1992 | 3674      | Volkszählung |
| 2001 | 5922      | Volkszählung |
| 2012 | 6598      | Volkszählung |
| 2024 | 7511      | Volkszählung |

Die Lebenserwartung der Neugeborenen lag im Jahr 2001 bei etwa 62 Jahren, die Säuglingssterblichkeit ist von 7,7 Prozent (1992) auf 6,7 Prozent im Jahr 2001 gesunken.
Der Alphabetisierungsgrad bei den über 15-Jährigen beträgt 75,3 Prozent, und zwar 86,7 Prozent bei Männern und 64,4 Prozent bei Frauen. (2001)
68,4 Prozent der Bevölkerung sprechen Spanisch, 97,1 Prozent sprechen Aymara, und 0,2 Prozent Quechua. (2001)
57,7 Prozent der Bevölkerung haben keinen Zugang zu Elektrizität, 82,6 Prozent leben ohne sanitäre Einrichtung. (2001)
66,2 Prozent der insgesamt 1.762 Haushalte besitzen ein Radio, 4,3 Prozent einen Fernseher, 31,6 Prozent ein Fahrrad, 0,4 Prozent ein Motorrad, 1,0 Prozent ein Auto, 0,3 Prozent einen Kühlschrank und 0,1 Prozent ein Telefon. (2001)

## Politik
Ergebnis der Regionalwahlen (concejales del municipio) vom 4. April 2010:
| Wahl- berechtigte |  | Wahl- beteiligung | gültige Stimmen |  | MAS-IPSP | CAOTM  | MSM    |
| ----------------- |  | ----------------- | --------------- |  | -------- | ------ | ------ |
| 2.406             |  | 2.151             | 1.336           |  | 576      | 495    | 265    |
|                   |  | 89,4 %            | 62,1 %          |  | 43,1 %   | 37,1 % | 19,8 % |

Ergebnis der Regionalwahlen (elecciones de autoridades políticas) vom 7. März 2021:
| Wahl- berechtigte |  | Wahl- beteiligung | gültige Stimmen |  | J.A.LLALLA.L.P. | MAS-IPSP | PDC    | MTS    | PBCSP  | C-A    | FPV    |
| ----------------- |  | ----------------- | --------------- |  | --------------- | -------- | ------ | ------ | ------ | ------ | ------ |
| 2.874             |  | 2.559             | 2.136           |  | 1.106           | 728      | 62     | 61     | 56     | 25     | 25     |
|                   |  | 89,04 %           | 83,47 %         |  | 51,78 %         | 34,08 %  | 2,90 % | 2,86 % | 2,62 % | 1,17 % | 1,17 % |

## Gliederung
Das Municipio untergliederte sich bei der letzten Volkszählung von 2012 in die folgenden drei Kantone (cantones):
- 02-0807-02 Kanton Taraco – 14 Ortschaften – 5.343 Einwohner
- 02-0807-03 Kanton San José de Taraco – 1 Ortschaft – 260 Einwohner
- 02-0807-05 Kanton Santa Rosa de Taraco – 3 Ortschaften – 995 Einwohner

## Ortschaften im Municipio Taraco
- Kanton Taraco
  - Ñachoca 1168 Einw. – Sapana 1055 Einw. – Chivo 559 Einw. – Chiripa 372 Einw. – Taraco 238 Einw.

- Kanton San José de Taraco
  - San José de Taraco 260 Einw.

- Kanton Santa Rosa de Taraco
  - Coacollo 623 Einw. – Santa Rosa de Taraco 180 Einw.